# Liste des monuments historiques protégés en 1916
Cet article recense les monuments historiques français classés en 1916.

## Protections
| Édifice                                                             | Commune                       | Département           | Région                     | Protection | Base Mérimée                         | Coordonnées                        | Image             |
| ------------------------------------------------------------------- | ----------------------------- | --------------------- | -------------------------- | ---------- | ------------------------------------ | ---------------------------------- | ----------------- |
| Borne milliaire                                                     | Vichy                         | Allier                | Auvergne-Rhône-Alpes       | classé     | « PA00093338 », notice no PA00093338 | 46° 07′ 35″ nord, 3° 25′ 07″ est   |                   |
| Croix de carrefour                                                  | Brienne-la-Vieille            | Aube                  | Grand Est                  | classé     | « PA00078058 », notice no PA00078058 | 48° 22′ 44″ nord, 4° 31′ 46″ est   | catégorie commons |
| Abbaye Sainte-Marie de Villelongue                                  | Saint-Martin-le-Vieil         | Aude                  | Occitanie                  | classé     | « PA00102886 », notice no PA00102886 | 43° 18′ 20″ nord, 2° 10′ 01″ est   |                   |
| Maison Bernays                                                      | Villefranche-de-Rouergue      | Aveyron               | Occitanie                  | classé     | « PA00094224 », notice no PA00094224 |                                    |                   |
| Vestiges archéologiques                                             | Marseille                     | Bouches-du-Rhône      | Provence-Alpes-Côte d'Azur | classé     | « PA00081369 », notice no PA00081369 | 43° 17′ 52″ nord, 5° 22′ 29″ est   |                   |
| Grenier à sel                                                       | Honfleur                      | Calvados              | Normandie                  | classé     | « PA00111394 », notice no PA00111394 | 49° 25′ 09″ nord, 0° 14′ 05″ est   |                   |
| Grenier à sel                                                       | Honfleur                      | Calvados              | Normandie                  | classé     | « PA00111393 », notice no PA00111393 | 49° 25′ 10″ nord, 0° 14′ 05″ est   |                   |
| Église Saint-Pierre de Thaims                                       | Thaims                        | Charente-Maritime     | Nouvelle-Aquitaine         | classé     | « PA00105282 », notice no PA00105282 | 45° 37′ 22″ nord, 0° 47′ 06″ ouest | catégorie commons |
| Ancien hôtel de Rochefort ou hôtel Morel-Sauvegrain                 | Dijon                         | Côte-d'Or             | Bourgogne-Franche-Comté    | classé     | « PA00112323 », notice no PA00112323 | 47° 19′ 20″ nord, 5° 02′ 23″ est   |                   |
| Ancienne église de Paimpol                                          | Paimpol                       | Côtes-d'Armor         | Bretagne                   | classé     | « PA00089353 », notice no PA00089353 | 48° 46′ 43″ nord, 3° 02′ 55″ ouest |                   |
| Dolmen de Lann Kerellec                                             | Trébeurden                    | Côtes-d'Armor         | Bretagne                   | classé     | « PA00089673 », notice no PA00089673 | 48° 46′ 33″ nord, 3° 34′ 53″ ouest |                   |
| Église Sainte-Anne de Trégastel                                     | Trégastel                     | Côtes-d'Armor         | Bretagne                   | classé     | « PA00089692 », notice no PA00089692 | 48° 48′ 37″ nord, 3° 30′ 00″ ouest |                   |
| Hypogée gallo-romain de Louin                                       | Louin                         | Deux-Sèvres           | Nouvelle-Aquitaine         | classé     | « PA00101249 », notice no PA00101249 | 46° 47′ 57″ nord, 0° 09′ 55″ ouest |                   |
| Prieuré de la Sainte-Trinité                                        | Beaumont-le-Roger             | Eure                  | Normandie                  | classé     | « PA00099324 », notice no PA00099324 | 49° 04′ 58″ nord, 0° 46′ 33″ est   |                   |
| Abbaye de Saint-Père-en-Vallée                                      | Chartres                      | Eure-et-Loir          | Centre-Val de Loire        | classé     | « PA00096991 », notice no PA00096991 | 48° 26′ 37″ nord, 1° 29′ 34″ est   |                   |
| Chapelle Sainte-Brigitte de Perguet                                 | Bénodet                       | Finistère             | Bretagne                   | classé     | « PA00089830 », notice no PA00089830 | 47° 52′ 38″ nord, 4° 02′ 50″ ouest |                   |
| Église Notre-Dame de Bourg-Blanc                                    | Bourg-Blanc                   | Finistère             | Bretagne                   | classé     | « PA00089841 », notice no PA00089841 | 48° 29′ 58″ nord, 4° 30′ 20″ ouest |                   |
| Église Saint-Jérôme de Cast                                         | Cast                          | Finistère             | Bretagne                   | classé     | « PA00089866 », notice no PA00089866 | 48° 09′ 28″ nord, 4° 08′ 19″ ouest |                   |
| Église Sainte-Nonne de Dirinon                                      | Dirinon                       | Finistère             | Bretagne                   | classé     | « PA00089908 », notice no PA00089908 | 48° 23′ 53″ nord, 4° 16′ 09″ ouest |                   |
| Chapelle Notre-Dame-des-Joies de Guimaëc                            | Guimaëc                       | Finistère             | Bretagne                   | classé     | « PA00089994 », notice no PA00089994 | 48° 40′ 08″ nord, 3° 40′ 33″ ouest |                   |
| Église Saint-Pierre de Guimaëc                                      | Guimaëc                       | Finistère             | Bretagne                   | classé     | « PA00089996 », notice no PA00089996 | 48° 40′ 03″ nord, 3° 42′ 30″ ouest |                   |
| Église Notre-Dame-de-Bonne-Nouvelle de l'Hôpital-Camfrout           | Hôpital-Camfrout              | Finistère             | Bretagne                   | classé     | « PA00090005 », notice no PA00090005 | 48° 19′ 41″ nord, 4° 14′ 32″ ouest |                   |
| Église Notre-Dame du Juch                                           | Le Juch                       | Finistère             | Bretagne                   | classé     | « PA00090014 », notice no PA00090014 | 48° 03′ 59″ nord, 4° 15′ 21″ ouest |                   |
| Église Saint-Germain de Kerlaz                                      | Kerlaz                        | Finistère             | Bretagne                   | classé     | « PA00090017 », notice no PA00090017 | 48° 05′ 29″ nord, 4° 16′ 21″ ouest |                   |
| Église Saint-Houardon de Landerneau                                 | Landerneau                    | Finistère             | Bretagne                   | classé     | « PA00090028 », notice no PA00090028 | 48° 27′ 07″ nord, 4° 15′ 02″ ouest |                   |
| Cimetière de Landivisiau                                            | Landivisiau                   | Finistère             | Bretagne                   | classé     | « PA00090042 », notice no PA00090042 | 48° 30′ 49″ nord, 4° 04′ 13″ ouest |                   |
| Église Sainte-Geneviève de Loqueffret                               | Loqueffret                    | Finistère             | Bretagne                   | classé     | « PA00090104 », notice no PA00090104 | 48° 19′ 10″ nord, 3° 51′ 28″ ouest |                   |
| Église Saint-Salomon de La Martyre                                  | La Martyre                    | Finistère             | Bretagne                   | classé     | « PA00090108 », notice no PA00090108 | 48° 26′ 56″ nord, 4° 09′ 36″ ouest |                   |
| Tour de Saint-Guénolé                                               | Penmarc'h                     | Finistère             | Bretagne                   | classé     | « PA00090159 », notice no PA00090159 | 47° 49′ 03″ nord, 4° 22′ 08″ ouest |                   |
| Église Sainte-Thumette de Kérity                                    | Penmarc'h                     | Finistère             | Bretagne                   | classé     | « PA00090150 », notice no PA00090150 | 47° 47′ 54″ nord, 4° 21′ 22″ ouest |                   |
| Chapelle Notre-Dame-de-la-Joie de Penmarc'h                         | Penmarc'h                     | Finistère             | Bretagne                   | classé     | « PA00090149 », notice no PA00090149 | 47° 48′ 22″ nord, 4° 22′ 22″ ouest |                   |
| Chapelle Sainte-Marie-du-Ménez-Hom                                  | Plomodiern                    | Finistère             | Bretagne                   | classé     | « PA00090196 », notice no PA00090196 | 48° 12′ 10″ nord, 4° 14′ 05″ ouest |                   |
| Église Saint-Pierre de Ploudiry                                     | Ploudiry                      | Finistère             | Bretagne                   | classé     | « PA00090213 », notice no PA00090213 | 48° 27′ 11″ nord, 4° 08′ 32″ ouest |                   |
| Enclos paroissial de Plougonven                                     | Plougonven                    | Finistère             | Bretagne                   | classé     | « PA00090243 », notice no PA00090243 | 48° 31′ 18″ nord, 3° 42′ 44″ ouest |                   |
| Église Saint-Cuffan de Pluguffan                                    | Pluguffan                     | Finistère             | Bretagne                   | classé     | « PA00090284 », notice no PA00090284 | 47° 58′ 50″ nord, 4° 10′ 45″ ouest |                   |
| Église de Pont-Christ                                               | La Roche-Maurice              | Finistère             | Bretagne                   | classé     | « PA00090400 », notice no PA00090400 | 48° 29′ 16″ nord, 4° 09′ 48″ ouest |                   |
| Église Saint-Yves de La Roche-Maurice                               | La Roche-Maurice              | Finistère             | Bretagne                   | classé     | « PA00090399 », notice no PA00090399 | 48° 28′ 23″ nord, 4° 12′ 11″ ouest |                   |
| Ossuaire de Spézet                                                  | Spézet                        | Finistère             | Bretagne                   | classé     | « PA00090453 », notice no PA00090453 | 48° 11′ 34″ nord, 3° 43′ 00″ ouest |                   |
| Chapelle Notre-Dame du Crann                                        | Spézet                        | Finistère             | Bretagne                   | classé     | « PA00090452 », notice no PA00090452 | 48° 11′ 13″ nord, 3° 43′ 25″ ouest |                   |
| Église Notre-Dame de Trémaouézan                                    | Trémaouézan                   | Finistère             | Bretagne                   | classé     | « PA00090476 », notice no PA00090476 | 48° 30′ 15″ nord, 4° 15′ 17″ ouest |                   |
| Immeuble                                                            | Bordeaux                      | Gironde               | Nouvelle-Aquitaine         | classé     | « PA00083228 », notice no PA00083228 | 44° 50′ 27″ nord, 0° 34′ 13″ ouest |                   |
| Immeuble                                                            | Bordeaux                      | Gironde               | Nouvelle-Aquitaine         | classé     | « PA00083230 », notice no PA00083230 | 44° 50′ 28″ nord, 0° 34′ 13″ ouest |                   |
| Immeuble                                                            | Bordeaux                      | Gironde               | Nouvelle-Aquitaine         | classé     | « PA00083234 », notice no PA00083234 | 44° 50′ 28″ nord, 0° 34′ 14″ ouest |                   |
| Immeuble                                                            | Bordeaux                      | Gironde               | Nouvelle-Aquitaine         | classé     | « PA00083241 », notice no PA00083241 | 44° 50′ 30″ nord, 0° 34′ 15″ ouest |                   |
| Immeuble                                                            | Bordeaux                      | Gironde               | Nouvelle-Aquitaine         | classé     | « PA00083242 », notice no PA00083242 | 44° 50′ 31″ nord, 0° 34′ 14″ ouest |                   |
| Immeuble                                                            | Bordeaux                      | Gironde               | Nouvelle-Aquitaine         | classé     | « PA00083244 », notice no PA00083244 | 44° 50′ 31″ nord, 0° 34′ 14″ ouest |                   |
| Immeuble                                                            | Bordeaux                      | Gironde               | Nouvelle-Aquitaine         | classé     | « PA00083227 », notice no PA00083227 | 44° 50′ 27″ nord, 0° 34′ 13″ ouest |                   |
| Immeuble                                                            | Bordeaux                      | Gironde               | Nouvelle-Aquitaine         | classé     | « PA00083229 », notice no PA00083229 | 44° 50′ 28″ nord, 0° 34′ 13″ ouest |                   |
| Immeuble                                                            | Bordeaux                      | Gironde               | Nouvelle-Aquitaine         | classé     | « PA00083235 », notice no PA00083235 | 44° 50′ 29″ nord, 0° 34′ 15″ ouest |                   |
| Hôtel de la Bourse                                                  | Bordeaux                      | Gironde               | Nouvelle-Aquitaine         | classé     | « PA00083191 », notice no PA00083191 | 44° 50′ 32″ nord, 0° 34′ 13″ ouest |                   |
| Immeuble                                                            | Bordeaux                      | Gironde               | Nouvelle-Aquitaine         | classé     | « PA00083232 », notice no PA00083232 | 44° 50′ 28″ nord, 0° 34′ 14″ ouest |                   |
| Immeuble                                                            | Bordeaux                      | Gironde               | Nouvelle-Aquitaine         | classé     | « PA00083237 », notice no PA00083237 | 44° 50′ 30″ nord, 0° 34′ 14″ ouest |                   |
| Immeuble                                                            | Bordeaux                      | Gironde               | Nouvelle-Aquitaine         | classé     | « PA00083243 », notice no PA00083243 | 44° 50′ 31″ nord, 0° 34′ 14″ ouest |                   |
| Château de Gray                                                     | Gray                          | Haute-Saône           | Bourgogne-Franche-Comté    | classé     | « PA00102177 », notice no PA00102177 | 47° 26′ 47″ nord, 5° 35′ 35″ est   |                   |
| Pont du Diable                                                      | Olargues                      | Hérault               | Occitanie                  | classé     | « PA00103626 », notice no PA00103626 | 43° 33′ 25″ nord, 2° 54′ 41″ est   |                   |
| Porte dite de l'Horloge                                             | Issoudun                      | Indre                 | Centre-Val de Loire        | classé     | « PA00097363 », notice no PA00097363 | 46° 56′ 55″ nord, 1° 59′ 25″ est   |                   |
| Immeuble                                                            | Tours                         | Indre-et-Loire        | Centre-Val de Loire        | classé     | « PA00098196 », notice no PA00098196 | 47° 23′ 39″ nord, 0° 40′ 55″ est   |                   |
| Hôtel des trésoriers de Saint-Martin                                | Tours                         | Indre-et-Loire        | Centre-Val de Loire        | classé     | « PA00098238 », notice no PA00098238 | 47° 23′ 34″ nord, 0° 40′ 51″ est   |                   |
| Monastère de Sainte-Marie-d'en-Haut                                 | Grenoble                      | Isère                 | Auvergne-Rhône-Alpes       | classé     | « PA00117195 », notice no PA00117195 | 45° 11′ 42″ nord, 5° 43′ 36″ est   |                   |
| Église Sainte-Marie de Bostens                                      | Bostens                       | Landes                | Nouvelle-Aquitaine         | classé     | « PA00083928 », notice no PA00083928 | 43° 58′ 19″ nord, 0° 21′ 35″ ouest |                   |
| Dolmen de Roche-Cubertelle                                          | Luriecq                       | Loire                 | Auvergne-Rhône-Alpes       | classé     | « PA00117501 », notice no PA00117501 | 45° 27′ 07″ nord, 4° 05′ 20″ est   |                   |
| Méridienne de Manchecourt                                           | Manchecourt                   | Loiret                | Centre-Val de Loire        | classé     | « PA00098813 », notice no PA00098813 | 48° 14′ 41″ nord, 2° 20′ 12″ est   |                   |
| Obélisque astronomique d'Orveau-Bellesauve                          | Orveau-Bellesauve             | Loiret                | Centre-Val de Loire        | classé     | « PA00098979 », notice no PA00098979 | 48° 17′ 13″ nord, 2° 20′ 12″ est   |                   |
| Église Notre-Dame-du-Puy                                            | adresse                       | Lot                   | Occitanie                  | classé     | « PA00095074 », notice no PA00095074 | 44° 36′ 36″ nord, 2° 02′ 10″ est   |                   |
| Église Saint-Martin d'Auve                                          | Auve                          | Marne                 | Grand Est                  | classé     | « PA00078575 », notice no PA00078575 | 49° 01′ 59″ nord, 4° 41′ 46″ est   |                   |
| Église de l'Assomption de Blesme                                    | Blesme                        | Marne                 | Grand Est                  | classé     | « PA00078594 », notice no PA00078594 | 48° 43′ 33″ nord, 4° 46′ 30″ est   |                   |
| Église Saint-André de Coizard                                       | Coizard-Joches                | Marne                 | Grand Est                  | classé     | « PA00078669 », notice no PA00078669 | 48° 49′ 43″ nord, 3° 51′ 55″ est   |                   |
| Église Saint-Rémi de Dompremy                                       | Dompremy                      | Marne                 | Grand Est                  | classé     | « PA00078693 », notice no PA00078693 | 48° 43′ 41″ nord, 4° 44′ 30″ est   |                   |
| Église Saint-Maurice d'Étrepy                                       | Étrepy                        | Marne                 | Grand Est                  | classé     | « PA00078706 », notice no PA00078706 | 48° 45′ 48″ nord, 4° 48′ 26″ est   |                   |
| Église Saint-Firmin de Reuves                                       | Reuves                        | Marne                 | Grand Est                  | classé     | « PA00078830 », notice no PA00078830 | 48° 47′ 59″ nord, 3° 48′ 14″ est   |                   |
| Église Saint-Remi de Scrupt                                         | Scrupt                        | Marne                 | Grand Est                  | classé     | « PA00078853 », notice no PA00078853 | 48° 43′ 02″ nord, 4° 46′ 53″ est   |                   |
| Église Notre-Dame-de-la-Nativité de Sermaize-les-Bains              | Sermaize-les-Bains            | Marne                 | Grand Est                  | classé     | « PA00078855 », notice no PA00078855 | 48° 47′ 11″ nord, 4° 54′ 40″ est   |                   |
| Église Saint-Denis de Sommesous                                     | Sommesous                     | Marne                 | Grand Est                  | classé     | « PA00078862 », notice no PA00078862 | 48° 44′ 31″ nord, 4° 11′ 52″ est   |                   |
| Église Saint-Prix de Talus-Saint-Prix                               | Talus-Saint-Prix              | Marne                 | Grand Est                  | classé     | « PA00078870 », notice no PA00078870 | 48° 49′ 23″ nord, 3° 45′ 11″ est   |                   |
| Église de La Villeneuve-lès-Charleville                             | La Villeneuve-lès-Charleville | Marne                 | Grand Est                  | classé     | « PA00078898 », notice no PA00078898 | 48° 48′ 30″ nord, 3° 41′ 29″ est   |                   |
| Chapelle de la Visitation                                           | Nancy                         | Meurthe-et-Moselle    | Grand Est                  | classé     | « PA00106293 », notice no PA00106293 | 48° 41′ 30″ nord, 6° 10′ 45″ est   |                   |
| Porte de Broérech                                                   | Hennebont                     | Morbihan              | Bretagne                   | classé     | « PA00091290 », notice no PA00091290 | 47° 48′ 19″ nord, 3° 16′ 43″ ouest |                   |
| Avant-Porte du Croux                                                | Nevers                        | Nièvre                | Bourgogne-Franche-Comté    | classé     | « PA00112949 », notice no PA00112949 | 46° 59′ 12″ nord, 3° 09′ 12″ est   |                   |
| Maison Bussière                                                     | Nevers                        | Nièvre                | Bourgogne-Franche-Comté    | classé     | « PA00112962 », notice no PA00112962 | 46° 59′ 28″ nord, 3° 09′ 47″ est   |                   |
| Beffroi                                                             | Dunkerque                     | Nord                  | Hauts-de-France            | classé     | « PA00107488 », notice no PA00107488 | 51° 02′ 08″ nord, 2° 22′ 34″ est   |                   |
| Palais de l'Élysée                                                  | 8e arrondissement de Paris    | Paris                 | Île-de-France              | classé     | « PA00088876 », notice no PA00088876 | 48° 52′ 13″ nord, 2° 18′ 59″ est   |                   |
| Église Saint-Pierre de Messeix                                      | Messeix                       | Puy-de-Dôme           | Auvergne-Rhône-Alpes       | classé     | « PA00092185 », notice no PA00092185 | 45° 36′ 55″ nord, 2° 32′ 27″ est   |                   |
| Château d'Opme                                                      | Romagnat                      | Puy-de-Dôme           | Auvergne-Rhône-Alpes       | classé     | « PA00092329 », notice no PA00092329 | 45° 42′ 27″ nord, 3° 05′ 23″ est   |                   |
| Église Sainte-Geneviève de Barcy                                    | Barcy                         | Seine-et-Marne        | Île-de-France              | classé     | « PA00086808 », notice no PA00086808 | 49° 01′ 03″ nord, 2° 52′ 51″ est   |                   |
| Église Saint-Pierre-et-Saint-Paul de Chambry                        | Chambry                       | Seine-et-Marne        | Île-de-France              | inscrit    | « PA00086855 », notice no PA00086855 | 48° 59′ 52″ nord, 2° 53′ 37″ est   |                   |
| Monument commémoratif de la réunion de l'Alsace à la France en 1648 | Giromagny                     | Territoire de Belfort | Bourgogne-Franche-Comté    | classé     | « PA00101151 », notice no PA00101151 | 47° 44′ 32″ nord, 6° 49′ 31″ est   |                   |
| Chapelle Notre-Dame de La Garde                                     | La Garde                      | Var                   | Provence-Alpes-Côte d'Azur | classé     | « PA00081627 », notice no PA00081627 | 43° 07′ 31″ nord, 6° 00′ 51″ est   |                   |